# Parafia św. Józefa w Dobiegniewie
Parafia św. Józefa w Dobiegniewie – rzymskokatolicka parafia w mieście Dobiegniew, należąca do dekanatu Strzelce Krajeńskie diecezji zielonogórsko-gorzowskiej, metropolii szczecińsko-kamieńskiej w Polsce, erygowana 26 maja 1945.  